# Solidarnost Arena
Cosmos Arena (russo: «Космос Арена»), também chamado de Solidarnost Arena por motivos de patrocínio, é um estádio de futebol em Samara, na Rússia. Foi chamado de Samara Arena durante a Copa do Mundo FIFA de 2018. Também recebe o FC Krylia Sovetov Samara na Premier League Russa. Tem uma capacidade de 44.918 espectadores. As autoridades de Samara anunciaram seu concurso de design no final de 2012, com um custo estimado em US$ 320 milhões.

## Localização
Na oferta inicial submetida à FIFA, o novo estádio deve ser construído em uma ilha ao sul da cidade, onde quase não existem assentamentos ou infra-estrutura. Não havia nem uma ponte que levasse lá naquele momento. Isso causou críticas e, portanto, o estádio foi deslocado para o norte, para ser construído dentro dos limites da cidade. Inicialmente, sua área foi planejada para 27 ha, mas foi mudada para 240 ha, e até 930 ha. A decisão de ampliar a área complexa foi tomada antes de qualquer consulta com cidadãos da Samara. A maioria das construções planejadas na área ampliada não tem relação com os esportes.

## Copa do Mundo FIFA de 2018
| Data        | Hora  | 1ª equipe  | Placar | 2ª equipe  | Fase             | Público |
| ----------- | ----- | ---------- | ------ | ---------- | ---------------- | ------- |
| 17 de Junho | 16:00 | Costa Rica | 0 – 1  | Sérvia     | Grupo E          | 41,432  |
| 21 de Junho | 16:00 | Dinamarca  | 1 – 1  | Austrália  | Grupo C          | 40,727  |
| 25 de Junho | 18:00 | Uruguai    | 3 – 0  | Rússia     | Grupo A          | 41,970  |
| 28 de Junho | 18:00 | Senegal    | 0 – 1  | Colômbia   | Grupo H          | 41,970  |
| 2 de Julho  | 18:00 | Brasil     | 2 – 0  | México     | Oitavas-de-final | 41,970  |
| 7 de Julho  | 18:00 | Suécia     | 0 – 2  | Inglaterra | Quartas-de-final | 39,991  |